# 트라이앵글
트라이앵글(영어: triangle ← 라틴어: trēs '셋' + 라틴어: angulus '모, 각'에서 유래함)은 삼각형 모양의 타악기다. 강철의 둥근 봉을 1변이 열린 3각형으로 구부린 타악기이며 각의 부분을 줄로 매달아 같은 재질의 북채로 때려 소리를 낸다. 중등교육 이하의 교재용으로는 1변이 20cm 전후의 것이 쓰인다. 높고 투명한 음을 내며 대편성 오케스트라 전체가 포르티시모로 연주해도 분명히 들을 수 있다. 매단 끈에 가까운 부분일수록 여린음을 내는 데 적합하며, 또한 채가 굵을수록 센음이 나므로 약음기(弱音器)의 효과를 얻기 위해서는 엷은 천을 씌워서 타주하기도 한다. 매우 독특한 효과를 가져오기 때문에 자주 쓰지는 않는다.